# Teoria dos Eventos Afetivos (AET)
Teoria dos Eventos Afetivos (AET) é um modelo desenvolvido pelos psicólogos organizacionais Howard M. Weiss (Purdue University) e Russell Cropanzano (University of Colorado) para explicar como as emoções e humores influenciam o desempenho e satisfação no trabalho. O modelo explica as ligações entre as influências dos funcionários internos (por exemplo, cognições, emoções, estados mentais) e suas reações a incidentes que ocorrem no seu ambiente de trabalho que afetam seu desempenho, comprometimento organizacional e satisfação no trabalho. A teoria propõe que os comportamentos de trabalhos afetivos são explicados pelo humor dos funcionários e emoções, enquanto comportamentos cognitivos são os melhores preditores de satisfação no trabalho. A teoria propõe que incidentes de indução positiva (por exemplo, animadores), bem como a indução negativa (por exemplo, aborrecimentos) emocionais no trabalho são distinguíveis e tem um impacto psicológico significativo sobre a satisfação no trabalho dos funcionários. Isso resulta em duração (por exemplo, cognição, emoções, estados mentais) e reações afetivas externas exibidas através do desempenho, satisfação e comprometimento organizacional.
Alternativamente, algumas pesquisas sugerem que a satisfação no trabalho medeia a relação entre diversas variáveis antecedentes, tais como disposições, eventos no local de trabalho, características do emprego, oportunidades de trabalho e comportamento dos funcionários expostos durante o trabalho (por exemplo, comportamentos de cidadania organizacional, comportamentos de trabalho não produtivos, e demissões). Para este efeito, quando os trabalhadores experimentarem melhorias (por exemplo, completar um objetivo, recebendo um prêmio) ou aborrecimentos (por exemplo, lidar com um cliente difícil, reagindo a um prazo atualizado), a sua intenção de continuar ou desistir depende das emoções, humores e pensamentos associados com a satisfação que derivam de seus empregos. 
Outra pesquisa demonstrou que a relação entre satisfação no trabalho e volume de negócios é totalmente mediado pela intenção de desistir; os funcionários que demonstram baixa satisfação no trabalho são propensos a se envolver em uma demissão planejada. Entretanto, esta relação não leva em conta os funcionários que demonstram alta satisfação do trabalho, mas desistem inesperadamente. Embora recompensas extrínsecas, como melhores ofertas de trabalho fora de sua organização atual, pode influenciar as suas decisões, fatores de personalidade dos trabalhadores podem também afetar suas decisões para sair cedo de empregos ideais de outro modo sob condições ideais de trabalho.
Beneficiários muitas vezes se referem a eventos específicos em entrevistas de saída ao sair voluntariamente de seus empregos atuais. Eventos menores com efeitos emocionais sutis também têm um efeito acumulativo sobre a satisfação no trabalho, especialmente quando ocorrem incisivamente com elevada frequência. Por exemplo, eventos estress antes percebidos no trabalho são frequentemente associados positivamente com alta tensão no trabalho no dia em que eles ocorrem e negativamente associado com a tensão do dia seguinte, resultando em um acúmulo de stress  relacionado com o trabalho percebida ao longo do tempo. Isto é consistente com o entendimento geral em psicologia vocacional que a satisfação no trabalho é um resultado distal, a longo prazo que é mediada pelo estress e percebido no trabalho.

## Fatores que afetam a experiência do funcionário
As relações entre os componentes associados com o trabalho (por exemplo, tarefas, autonomia, as exigências do trabalho, e trabalho emocional) e seus impactos nos resultados apoiam a AET.  As tarefas que são consideradas um desafio, gratificante, ou que oferecem a oportunidade de desenvolver novas habilidades induzem afetos positivos e aumentam a satisfação no trabalho. Alternativamente, as tarefas que são classificadas como de rotina, entediantes, ou sufocantes estão associadas com afetos negativos (por exemplo, baixa autoestima, baixa autoconfiança) e os preocupam com as avaliações de desempenho. Isto pode levar os trabalhadores a se comprometerem com uma demissão planejada.
O grau de autonomia que os trabalhadores têm em seus postos de trabalho afetam também a sua produtividade, satisfação e intenção de sair. A pesquisa mostra que a capacidade de tomar decisões e influenciar o que acontece no trabalho tem o maior impacto sobre a satisfação no trabalho, particularmente entre jovens homens trabalhadores. autonomia no trabalho supera a o efeito de satisfação da renda. Alternativamente, a sobrecarga de trabalho reduz significativamente a satisfação no trabalho entre mulheres e homens de meia-idade, mas não afeta significativamente a satisfação no trabalho entre os trabalhadores jovens do sexo masculino. Estas diferenças entre a idade e sexo dos trabalhadores indicam diferenças na fase de carreira, onde os jovens trabalhadores (masculinos) são mais propensos a colocar-se com ou esperar sobrecarga de trabalho, enquanto os trabalhadores de meia-idade tendem a estar se aproximando de seu pico e pode-se esperar algumas concessões (por exemplo, com base no histórico, o mérito, ou moeda para a organização).
Da mesma forma, a flexibilidade afeta a satisfação no trabalho. Na verdade, a flexibilidade para decidir quando o trabalho é realizado está em primeiro lugar entre mulheres e em segundo lugar ou terceiro entre os homens na determinação das características de um trabalho satisfatório. Semelhante a autonomia no trabalho, flexibilidade é mais importante do que a renda quando se avalia a satisfação. Flexibilidade para determinar sua agenda de trabalho é um importante contribuinte para a satisfação no trabalho em todo o espectro de postos de trabalho de baixa e alta renda. A flexibilidade no trabalho fortalece os funcionários, reduzindo a incidência de conflitos trabalho-família e engajamento de saída planejada para melhorar a qualidade de vida. Afeto positivo é um benefício adicional de flexibilidade no trabalho que paga dividendos ricos para os empregados e seus empregadores, que fortalece e melhora a capacidade do topo de manter os funcionários na empresa.
Pesquisas sugeriram que o afeto no espaço de trabalho era uma construção orientada para o estado (como as emoções e humor) que dependiam de ambiente ou situações encontradas no trabalho. No entanto, pesquisas mais recentes descrevem afetos como um traço disposicional que é dependente da individual. Embora os eventos no local de trabalho têm um impacto significativo sobre os trabalhadores, o seu humor determina em grande parte a intensidade de sua reação aos acontecimentos vividos no trabalho. Esta intensidade da resposta emocional tende a afetar o desempenho no trabalho e satisfação. Outras variáveis de emprego, como esforço, saídas, desvio, compromisso e cidadania, também são afetados por percepções positivas e negativas de eventos experimentados no trabalho.
Habilidade cognitiva em geral (também conhecido como 'g') e personalidade também influenciam o desempenho no trabalho. Emoção e cognição ajuda a explicar Comportamentos Organizacionais de Cidadania (OCB). Por exemplo, emoções sobre o trabalho individual (ou seja, Trabalho afetivo) estão fortemente associados com OCBs direcionadas a indivíduos, enquanto que pensamentos ou cognições de emprego são fortemente declaradas mais associadas com OCBs dirigidas à organização. O resultado de quão satisfeito um empregado é com seu trabalho dentro da organização pode depender de como ele / ela vê um incidente sofrido durante o trabalho. A satisfação no trabalho também depende das emoções e pensamentos associados a essa percepção, bem como o apoio social fornecido por colegas de trabalho e da organização como um todo.

## Modelo de Cinco Fatores (Big Five) e AET
Pesquisas de personalidade no Modelo dos 5 Fatores (FFM) ou Big Five auxilia a AET. A FFM é um modelo parcimonioso que distingue as diferenças entre a disposição dos indivíduos. Isso é feito com base em cinco fatores, cada um dos quais contém seis facetas subjacentes. Medidas de auto relatos de consciência, amabilidade, neuroticismo, abertura à experiência, e extroversão consistentemente preveem afetos e resultado de eventos experimentados no trabalho. Há alguma evidência de que outros fatores de personalidade preveem, explicar e descrever a forma como os funcionários podem reagir a eventos afetivos sofridos durante o trabalho. Por exemplo, traços de má adaptabilidade derivados do Manual de Diagnóstico e Estatística correlacionam com o afeto relacionado ao trabalho, mas a validade incremental que esses traços de explicam é mínima após a FFM.
| Personalidades         | Definição |
| ---------------------- | --- |
| Conscientização        | Em geral, preocupações conscientizadas adiam gratificações. Como um traço de personalidade, conscientização envolve regulação e impulsividade, seguindo planos metodicamente determinados para atingir metas não imediatas. Dos cinco fatores, conscientização é considerado o melhor preditor de treinamento e desempenho no trabalho e realização. |
| Amabilidade            | Indivíduos que são ricos em amabilidade exibem comportamentos pró-sociais, são cooperativos, compassivo, e educados, mostram preocupações sinceras pelo bem-estar e os direitos dos outros. Pesquisas relacionam amabilidade com empatia e teoria da mente para explicar as emoções, intenções e estados mentais dos outros. Empregados amigáveis são valiosos. Sua afabilidade é um fator chave na manutenção de suas relações sociais. Sua tendência a se esforçar em direção à integração, inclusão e solidariedade com os outros apoia a coesão do grupo. |
| Neuroticismo           | Sensibilidade individual à punição é o cerne de neuroticismo. Numerosos resultados mostram que o neuroticismo está relacionado com a tendência a experimentar o efeito negativo no trabalho e outros ambientes sociais. Índivíduos neuróticos apresentam irritabilidade, ansiedade, impulsividade e auto conscientização que parece estar subjacente a uma sensibilidade geral para a ameaça e punição. |
| Abertura à experiência | Abertura à experiência é exibido através da abstração mental e flexibilidade na percepção. Pensamento não-linear é permitido através do uso da imaginação, curiosidade intelectual, e uma apreciação para a estética, todos os quais são facetas fundamentais deste fator da personalidade. Funcionários avaliados com alta abertura para experimentar geralmente conseguem alta pontuação nos testes de habilidade cognitiva geral e demonstram altas habilidades em processamento de informação, memória de trabalho, raciocínio abstrato, e atenção. |
| Extroversão            | Extroversão é considerado responsável pela sensibilidade individual para recompensar. São facetas subjacentes de extroversão de assertividade, sociabilidade e loquacidade que são relatados para serem relacionados para abordar as tendências dentro dos indivíduos em relação a quaisquer recompensas intrínsecas ou extrínsecas. Como a maioria das atividades humanas, a moeda do mundo do trabalho envolve recompensas. Alta sensibilidade à recompensa aparenta ser sinônimo de extroversão, tornando os trabalhadores que apresentam alta extroversão são prováveis de serem altamente motivados e altamente produtivos no trabalho, independente e colaborativo. Isto é particularmente elevado quando o trabalho envolve a supervisão de outros, gestão dos recursos, ou de liderança. |

## Humor e AET
humor dos trabalhadores influencia seu desempenho e satisfação no trabalho. Tom hedônico explica a maior parte da variação como um evento no trabalho que afeta o estado interno de um funcionário (ou seja, o humor) e como este estado é expresso para os outros. Mesmo assim, eventos positivos são relatados três a cinco vezes mais frequentemente, eventos negativos têm cerca de cinco vezes o impacto sobre o humor. Existe uma relação inversa entre o nível hedónico e afeto do trabalho, com tom hedônica negativamente relacionado com o desempenho do trabalho e positivamente relacionado ao trabalho de retirada. Os trabalhadores são prováveis serem altruístas e mais altruístas quando os eventos positivos ocorrem, tais como elogios, reconhecimento aberto de um trabalho bem-feito, e promoções (que, por sua vez, parecem melhorar o desempenho no trabalho). Eventos negativos no trabalho, no entanto, são susceptíveis de causar humor negativo nos funcionários, resultando em comportamentos negativos, tais como lentidão de trabalho, retirada de trabalho e absentismo.
O humor pode ser moderado pelo comprometimento organizacional, que, por sua vez, pode afetar as decisões dos trabalhadores para ficar ou sair. Por exemplo, os trabalhadores podem suprimir seus verdadeiros sentimentos e escolhas a dissociar seu humor no trabalho, se eles são ricos em continuidade no comprometimento organizacional (isto é, comprometido devido aos custos sociais ou econômicos de sair). O mesmo pode ser verdade para os trabalhadores que são ricos em comprometimento organizacional afetivo, que é tipicamente o caso dos trabalhadores que estão altamente associados com as suas organizações (por exemplo, os trabalhadores que têm uma história familiar de trabalhar para a mesma organização ou que acreditam profundamente os valores da organização ou causa). Da mesma forma, os trabalhadores que são ricos em comprometimento organizacional normativo sentem que têm de colocar-se com condições menos favoráveis do ambiente de trabalho por causa de obrigações contratuais.
Pesquisas demonstram que o humor do empregado é um forte preditor de satisfação no trabalho. Neuroticismo e extroversão explicam muito da variação de diferenças individuais na satisfação no trabalho, com variação de humor e satisfação prevendo com precisão o nível individual de neuroticismo. Há também alguma indicação de que os indivíduos podem estar predispostos a perceber os eventos que ocorrem no trabalho como negativo ou positivo. O efeito de eventos positivos sobre a satisfação no trabalho é mais fraco entre os trabalhadores com alta predisposição negativo de humor do que aqueles com baixa predisposição negativo de humor.
Esta predisposição sendo tanto otimistas ou pessimistas sobre a satisfação no trabalho pode enquadrar o trabalho antes mesmo de acontecimentos positivos ou negativos ocorrerem no trabalho.  Para descartar a possibilidade de contratação de pessoas que vêm para o trabalho com uma perspectiva negativa, a personalidade de empregados em potencial deve ser avaliada através do uso de inventários de personalidade autoanalisados padronizado (por exemplo, NEO-PI-R) durante o processo de contratação. O pessoal altamente consciente, agradáveis ou extrovertidos tendem a estar mais satisfeitos com seus empregos e, por extensão, tendem a ficar mais tempo nas organizações. Alternativamente, as organizações podem desenvolver suas próprias perguntas estruturadas com escalas de avaliação comportamental ancorados (BARS) que fornecem mais validade convergente em preditores críticos de desempenho de trabalho (por exemplo, neuroticismo). Tais inventários, entrevistas e testes devem ser confiáveis e válidos, a fim de demonstrar a sua utilidade e sustentabilidade legal em apoio ao processo de seleção e contratação.

## Mitigação do afeto negativo
A intensidade do afeto negativo sofrido durante o trabalho muitas vezes leva a retirada, o absentismo, o vandalismo, e sair mais cedo. Organizações procuram continuamente para selecionar, treinar e reter os empregados através de incentivos, remuneração, benefícios e avanço. Tais mecanismos influenciam o comprometimento organizacional demonstrado pelos funcionários. Comprometimento organizacional sugere que os funcionários se identificam com seus empregadores. Quanto mais os indivíduos se identificam com suas organizações empregadoras, o mais provável é que eles apoiem a organização e se comportem ao melhor interesse. Dos três componentes do comprometimento organizacional (exemplo, afetivo, continuação, e normativo), comprometimento organizacional afetivo é correlacionado experimentando mais afetos positivos no trabalho. Este estilo de comprometimento organizacional tem um impacto maior sobre o afeto de que fatores de personalidade individuais e traços.
Esta constatação apoia descobertas psicológicas organizacionais que indicam que a identificação do empregado com a organização é baseada em seu compromisso afetivo. Na verdade, há uma correlação forte entre emoções positivas e comprometimento afetivo entre emoções positivas e satisfação no trabalho. A decisão para continuar a trabalhar para uma organização, no entanto, não parece ser dependente de efeito negativo. Outros fatores, como a dívida, as implicações de pensão, e as perspectivas de emprego futuro fora da organização, também devem ser consideradas. Efeito negativo experimentado através de eventos no trabalho podem estar relacionadas a mudanças no desempenho do trabalho, tais como a retirada e do absenteísmo, bem como a satisfação no trabalho, mas não parece ser o fator decisivo sobre se um empregado vai deixar a organização ou não.

## Reclamações psicossomáticas e preocupações relacionadas a saúde
A pesquisa sugere que a má saúde física, mental e emocional pode resultar de emoções negativas vivenciadas no trabalho. Isto pode ser devido a tendências perfeccionistas que interagem com aborrecimentos diários que manifestam através de queixas psicossomáticas. Os trabalhadores que sofrem de frequentes pensamentos da necessidade de ser perfeito tendem a relatar queixa mais psicossomática. Queixa psicossomática também pode ocorrer como uma resposta a dissonância emocional causada pela necessidade de suprimir os próprios verdadeiros sentimentos para com os colegas de trabalho e ainda mais em direção a doentes, estudantes, clientes ou clientes. Ocupação emocional e trabalho emocional é necessário para alcançar o efeito exigido pela organização. Como consequência, os trabalhadores podem "atuar" como se opor a "sentir" emoções positivas ou negativas no trabalho para manter a conformidade com um organizacional código de conduta organizacional. No entanto, a adesão a tais normas organizacionais podem desmentir o verdadeiro estado interno do trabalhador individual. Autenticidade e harmonia emocional em tais situações, pode render à dissonância e um impacto negativo sobre a saúde dos trabalhadores. A dissonância emocional resultante pode levar a um aumento dos sintomas de estress e e uma diminuição geral na saúde em geral. A satisfação no trabalho está negativamente correlacionada com a necessidade de suprimir emoções negativas.

## Emoções no trabalho
As emoções desempenham um papel importante na forma como colegas de trabalho respondem aos com mal desempenho. As emoções têm uma influência mais forte do que qualquer expectativa ou atribuições em prever as intenções comportamentais em relação a membros da equipe de fraco desempenho no trabalho. Por sua vez, isso poderia se espalhar para afetar as emoções de outros membros da equipe para com o mau desempenho por contágio. Resultados emocionais têm se mostrado depender se os trabalhadores estão focados em estabilidade ou desenvolvimento. Trabalhadores focados em promoções tendem a apresentar-se ansiosos para oportunidades de demonstração de competência para acumular ganhos, enquanto os trabalhadores com foco em proteção e estabilidade estão inclinados a mostrar emoções que são mais vigilantes para defender contra a erosão da sua credibilidade percebida. Sentir-se bem sobre o emprego não é tão fortemente associado com a satisfação no trabalho global, como a necessidade de trabalhar em função de seu compromisso com a continuidade.

## Feedback e motivação
Feedback de desempenho tem um importante papel na influência afetiva sobre o empregado. Análises de desempenho são uma ocorrência bem estabelecidas na maioria das organizações de média e grande escala. O tipo de feedback de desempenho fornecidos por supervisores e gerentes podem afetar subsequentemente o desempenho do empregado e sua satisfação no trabalho. Os funcionários tendem a avaliar um líder eficaz como não eficaz quando os líderes fornecem feedback com afeto negativo. Da mesma forma, os membros da equipe tendem a proporcionar índices mais baixos de desempenho de qualidade em suas tarefas coletivas quando afeto negativo acompanha o feedback negativos por líderes.